# Aïssata Soulama
Aïssata Soulama (Alto Volta, (en la actualidad Burkina Faso), 11 de febrero de 1979) es una atleta burkinesa. Fue la abanderada en la ceremonia de apertura de los Juegos Olímpicos de Pekín 2008. Compitió en las carreras de 100 metros vallas y 400 metros vallas.
Representó su país en los siguientes Juegos Olímpicos:
- Juegos Olímpicos de Atenas 2004
- Juegos Olímpicos de Pekín 2008

También participó en los siguientes Juegos Panafricanos:
- Juegos Panafricanos de 2003 100 metros vallas - posición 5; 400 metros vallas - 4
- Juegos Panafricanos de 2003 400 metros vallas - medalla de plata

Además ganó:
- la medalla de plata en los Juegos de la Francofonía de 2005
- la medalla de bronce en el Campeonato Africano de Atletismo de 2006
- la medalla de bronce en el Campeonato Africano de Atletismo de 2008